# Kubit
Kubit (kvantni + bit) je kvantni sistem z dvema stanjema in najmanjša enota kvantne informacije. Njegovi osnovni stanji se prikladno označujeta |0> in |1> (kar se izgovarja ket 0 in ket 1). Čisto kubitno stanje je linearna kvantna superpozicija teh dveh stanj. To se bistveno razlikuje od klasičnega bita, ki lahko zavzame le vrednosti 0 ali 1.
Skupina več kubitov se imenuje kubitni register. Predlagani kvantni računalniki naj bi računali s kubiti.
Teorija kvantnega računalništva obravnava tudi sisteme s tremi stanji, imenovanimi kutriti. Osnovna stanja kutrita se označuje z oznakami |0>, |1> in |2>.